# Joannice de Moscou
Métropolite Joannice (né Ivan Maximovitch Roudnev, Иван Максимович Руднев) (1826-1900) fut métropolite de Moscou de 1882 à 1891.